# UCI Asia Tour 2011
Die UCI Asia Tour ist der vom Weltradsportverband Union Cycliste Internationale (UCI) zur Saison 2005 eingeführte asiatische Straßenradsport-Kalender unterhalb der UCI ProTour (seit 2011: UCI WorldTour) und gehört zu den UCI Continental Circuits. Die siebte Saison begann am 4. Oktober 2010 und endete am 30. September 2011.
Die Eintagesrennen und Etappenrennen der UCI Asia Tour sind in drei Kategorien (HC, 1 und 2) eingeteilt. Bei jedem Rennen werden Punkte für eine Wertung vergeben. An dieser Wertung nehmen die Professional Continental Teams und die Continental Teams teil. An den einzelnen Rennen können auch ProTeams teilnehmen, die von Fahrern der ProTeams erzielten Platzierungen bleiben aber für das Ranking außer Betracht.

## Gesamtstand
(Endstand: 30. September 2011)
| Platz | Fahrer              |             | Team | Punkte |
| ----- | ------------------- | ----------- | ---- | ------ |
| 1.    | Mehdi Sohrabi       | Iran        | TPT  | 327    |
| 2.    | Murodjon Xolmurodov | Usbekistan  | GKT  | 239    |
| 3.    | Amir Zargari        | Iran        | IAU  | 218    |
| 4.    | Libardo Niño        | Kolumbien   | L2A  | 208    |
| 5.    | Boris Schpilewski   | Russland    | TPT  | 203    |
| 6.    | Gregor Gazvoda      | Slowenien   | PER  | 183    |
| 7.    | Yukiya Arashiro     | Japan       | EUC  | 172    |
| 8.    | Andrea Guardini *   | Italien     | FAR  | 167    |
| 9.    | Hossein Askari      | Iran        | TPT  | 153    |
| 10.   | Rahim Ememi         | Iran        | IAU  | 149    |
| 11.   | Jonathan Monsalve * | Venezuela   | AND  | 145    |
| 12.   | Iwan Kowaljow       | Russland    |      | 139    |
| 13.   | Shinichi Fukushima  | Japan       | TSG  | 132    |
| 14.   | Dmitri Grusdew      | Kasachstan  |      | 131    |
| 15.   | Mirsamad Pourseyedi | Iran        | IAU  | 130    |
| 16.   | Taiji Nishitani     | Japan       | AIS  | 125    |
| 17.   | Markus Eibegger     | Osterreich  | TPT  | 123    |
| 18.   | Ghader Mizbani      | Iran        | TPT  | 119    |
| 19.   | Kenny van Hummel    | Niederlande | SKS  | 119    |
| 20.   | Gyung Gu Jang *     | Korea Sud   |      | 106    |
|       | ...                 |             |      |        |
| 23.   | Robert Förster      | Deutschland | UHC  | 100    |
| 222.  | Cyrille Heymans     | Luxemburg   | CCD  | 9      |
| 235.  | Reto Hollenstein    | Schweiz     | VBG  | 8      |

| Platz | Team                                |                        | Punkte |
| ----- | ----------------------------------- | ---------------------- | ------ |
| 1.    | Tabriz Petrochemical Team           | Iran                   | 1183   |
| 2.    | Azad University                     | Iran                   | 663    |
| 3.    | Giant Kenda Cycling Team            | Chinesisch Taipeh      | 594,67 |
| 4.    | Terengganu Cycling Team             | Malaysia               | 371    |
| 5.    | Farnese Vini-Neri Sottoli           | Vereinigtes Konigreich | 332    |
| 6.    | Aisan Racing Team                   | Japan                  | 302    |
| 7.    | LeTua Cycling Team                  | Malaysia               | 294    |
| 8.    | CCC Polsat Polkowice                | Polen                  | 272    |
| 9.    | Perutnina Ptuj                      | Slowenien              | 267    |
| 10.   | D’Angelo & Antenucci-Nippo          | Italien                | 266    |
| 11.   | Skil-Shimano                        | Niederlande            | 223    |
| 12.   | Androni Giocattoli-C.I.P.I          | Italien                | 197    |
| 13.   | Shimano Racing Team                 | Japan                  | 193    |
| 14.   | Team Europcar                       | Frankreich             | 192    |
| 15.   | V Australia                         | Australien             | 181    |
| 16.   | Bridgestone Anchor                  | Japan                  | 163    |
| 17.   | Colnago-CSF Inox                    | Irland                 | 155    |
| 18.   | Drapac                              | Australien             | 144    |
| 19.   | Amore & Vita                        | Ukraine                | 140    |
| 20.   | UnitedHealthcare Pro Cycling        | Vereinigte Staaten     | 132    |
|       | ...                                 |                        |        |
| 24.   | Team Nutrixxion Sparkasse           | Deutschland            | 66     |
| 49.   | Team Vorarlberg                     | Osterreich             | 18     |
| 56.   | Team Differdange-Magic-SportFood.de | Luxemburg              | 9      |
| 65.   | Atlas Personal                      | Schweiz                | 4      |

| Platz | Nation              | Punkte |
| ----- | ------------------- | ------ |
| 1.    | Iran                | 1436   |
| 2.    | Japan               | 1012   |
| 3.    | Usbekistan          | 449    |
| 4.    | Malaysia            | 374    |
| 5.    | Kasachstan          | 348    |
| 6.    | Südkorea            | 287    |
| 7.    | Syrien              | 210    |
| 8.    | Indonesien          | 206,34 |
| 9.    | Hongkong            | 200    |
| 10.   | Kirgisistan         | 160    |
| 11.   | Thailand            | 146    |
| 12.   | Mongolei            | 140    |
| 13.   | Volksrepublik China | 91     |
| 14.   | Philippinen         | 37     |
| 15.   | Vietnam             | 14     |
| 16.   | Chinesisch Taipeh   | 14     |
| 17.   | Bahrain             | 11     |

| Platz | Nation (U23)        | Punkte |
| ----- | ------------------- | ------ |
| 1.    | Malaysia            | 169    |
| 2.    | Südkorea            | 152    |
| 3.    | Kasachstan          | 123    |
| 4.    | Hongkong            | 100    |
| 5.    | Mongolei            | 81     |
| 6.    | Volksrepublik China | 48     |
| 7.    | Iran                | 35     |
| 8.    | Japan               | 33     |
| 9.    | Thailand            | 26     |
| 10.   | Indonesien          | 22     |
| 11.   | Kirgisistan         | 18     |
| 12.   | Syrien              | 18     |
| 13.   | Vietnam             | 4      |
| 14.   | Chinesisch Taipeh   | 2      |

* U23-Fahrer

Zu den Regeln der einzelnen Ranglisten: 

## Rennkalender

### Oktober 2010
| Datum   | Rennen                           | Kat. | Sieger            | Team                 |
| ------- | -------------------------------- | ---- | ----------------- | -------------------- |
| 10.     | Kumamoto International Road Race | 1.2  | Takashi Miyazawa  | Team Nippo           |
| 11.–19. | Tour of Hainan                   | 2.HC | Walentin Iglinski | Astana               |
| 22.–24. | Tour de Seoul                    | 2.2  | Tomasz Marczyński | CCC Polsat Polkowice |
| 23.     | Tour of Taihu                    | 1.2  | David Kemp        | Fly V Australia      |
| 24.     | Japan Cup                        | 1.HC | Daniel Martin     | Garmin-Transitions   |
| 24.–3.  | Tour d’Indonesia                 | 2.2  | Herwin Jaya       | Polygon Sweet Nice   |

### November 2010
| Datum   | Rennen          | Kat. | Sieger             | Team                 |
| ------- | --------------- | ---- | ------------------ | -------------------- |
| 13.–14. | Tour de Okinawa | 2.2  | Shinichi Fukushima | Geumsan Ginseng Asia |

### Dezember 2010
| Datum | Rennen                  | Kat. | Sieger        | Team              |
| ----- | ----------------------- | ---- | ------------- | ----------------- |
| 12.   | Tour of South China Sea | 1.2  | Kazuhiro Mori | Aisan Racing Team |

### Januar
| Datum  | Rennen                   | Kat. | Sieger            | Team               |
| ------ | ------------------------ | ---- | ----------------- | ------------------ |
| 22.    | Abu Dhabi Grand Prix     | 1.2  | abgesagt          |                    |
| 23.    | Emirates Cup             | 1.2  | abgesagt          |                    |
| 23.–1. | Tour de Langkawi         | 2.HC | Jonathan Monsalve | Androni Giocattoli |
| 25.    | Dubai Grand Prix         | 1.2  | abgesagt          |                    |
| 26.    | Ras Alkhaimah Grand Prix | 1.2  | abgesagt          |                    |

### Februar
| Datum   | Rennen                                | Kat. | Sieger          | Team                      |
| ------- | ------------------------------------- | ---- | --------------- | ------------------------- |
| 6.–11.  | Tour of Qatar                         | 2.1  | Mark Renshaw    | HTC-Highroad              |
| 11.     | Tour de Mumbai I                      | 1.1  | Elia Viviani    | Liquigas                  |
| 13.     | Tour de Mumbai II                     | 1.1  | Robert Hunter   | Team RadioShack           |
| 15.–20. | Tour of Oman                          | 2.1  | Robert Gesink   | Rabobank Cycling Team     |
| 17.     | Asienmeisterschaft – Einzelzeitfahren | CC   | Eugen Wacker    | Kirgisistan               |
| 19.     | Asienmeisterschaft – Straßenrennen    | CC   | Yukiya Arashiro | Japan                     |
| 24.–28. | Kerman Tour                           | 2.2  | Mahdi Sohrabi   | Tabriz Petrochemical Team |

### März
| Datum   | Rennen           | Kat. | Sieger          | Team                      |
| ------- | ---------------- | ---- | --------------- | ------------------------- |
| 8.–13.  | Jelajah Malaysia | 2.2  | Mahdi Sohrabi   | Tabriz Petrochemical Team |
| 19.–28. | Tour de Taiwan   | 2.2  | Markus Eibegger | Tabriz Petrochemical Team |

### April
| Datum   | Rennen                    | Kat. | Sieger        | Team                      |
| ------- | ------------------------- | ---- | ------------- | ------------------------- |
| 1.–6.   | Tour of Thailand          | 2.2  | Tobias Erler  | Tabriz Petrochemical Team |
| 15.–24. | Tour de Korea             | 2.2  | Ki Ho Choi    | Hong Kong China Team      |
| 16.–19. | Le Tour de Filipinas      | 2.2  | Rahim Ememi   | Azad University           |
| 24.     | Melaka Chief Minister Cup | 2.2  | Hassan Maleki | Suren Cycling Team        |

### Mai
| Datum   | Rennen                        | Kat. | Sieger              | Team                       |
| ------- | ----------------------------- | ---- | ------------------- | -------------------------- |
| 13.–18. | Azerbaïjan Tour               | 2.2  | Mahdi Sohrabi       | Tabriz Petrochemical Team  |
| 15.–22. | Tour of Japan                 | 2.2  | abgesagt            |                            |
| 25.–29. | International Presidency Tour | 2.2  | Mirsamad Pourseyedi | Azad University            |
| 26.–29. | Tour de Kumano                | 2.2  | Fortunato Baliani   | D’Angelo & Antenucci-Nippo |

### Juni
| Datum  | Rennen            | Kat. | Sieger       | Team            |
| ------ | ----------------- | ---- | ------------ | --------------- |
| 6.–12. | Tour de Singkarak | 2.2  | Amir Zargari | Azad University |

### Juli
| Datum  | Rennen               | Kat. | Sieger         | Team           |
| ------ | -------------------- | ---- | -------------- | -------------- |
| 1.–10. | Tour of Qinghai Lake | 2.HC | Gregor Gazvoda | Perutnina Ptuj |

### September
| Datum   | Rennen             | Kat. | Sieger               | Team                       |
| ------- | ------------------ | ---- | -------------------- | -------------------------- |
| 1.–5.   | Milad De Nour Tour | 2.2  | Ghader Mizbani       | Tabriz Petrochemical Team  |
| 7.–11.  | Tour de Brunei     | 2.2  | Shinichi Fukushima   | Terengganu Cycling Team    |
| 10.–20. | Tour of China      | 2.1  | Murodjon Xolmurodov  | Giant Kenda Cycling Team   |
| 11.     | Tour de Delhi      | 1.2  | abgesagt             |                            |
| 16.–19. | Tour de Hokkaidō   | 2.2  | Miguel Ángel Rubiano | D’Angelo & Antenucci-Nippo |
| 23.–25. | Tour of East Java  | 2.2  | Hossein Jahabanian   | Tabriz Petrochemical Team  |
| 28.     | Golan I            | 1.2  | Vladimir Tuychiev    | Usbekistan                 |
| 30.     | Golan II           | 1.2  | Fadi Khan Shikhoni   | Syrien                     |